# Musée du Dr Sun Yat-sen

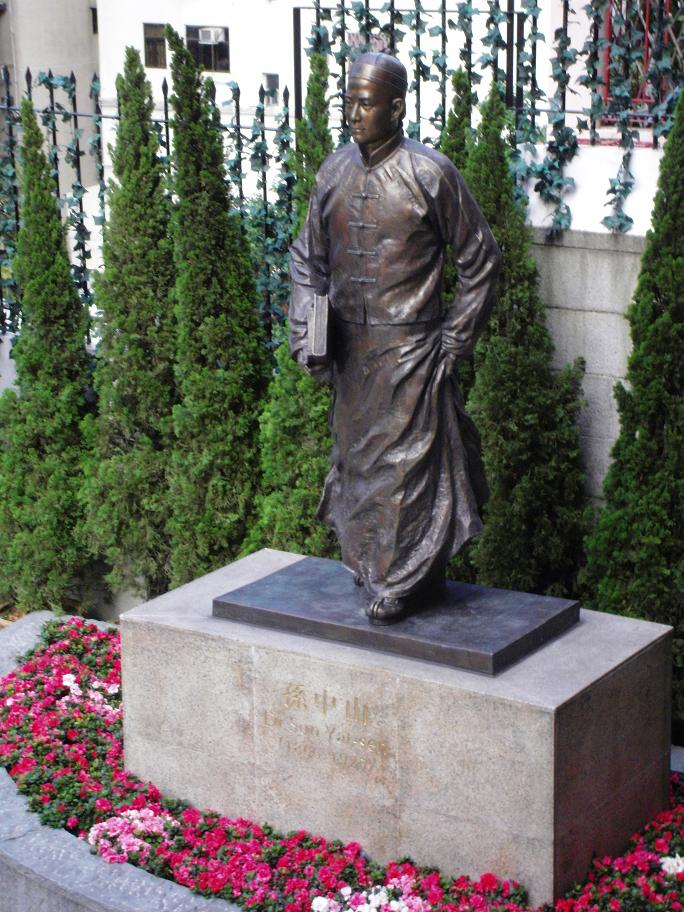
Statue en bronze de Sun Yat-sen à l'extérieur du musée.

Le musée du Dr Sun Yat-sen (孫中山紀念館, Dr Sun Yat-sen Museum), aussi connu sous le nom de hall Kom Tong, est situé dans le quartier de Central à Hong Kong.
Après des travaux de préparation entrepris par le musée d'histoire de Hong Kong, il est ouvert le 12 décembre 2006 à l'occasion du 140e anniversaire de Sun Yat-sen. Bien qu'il n'ait jamais mis les pieds de sa vie dans ce bâtiment, il était très lié avec ses premiers propriétaires.

## Introduction
Sun Yat-sen est connu mondialement en tant que grand révolutionnaire et sa carrière historique est inséparable de Hong Kong, où il a étudié dans des écoles et où il a nourri ses idées révolutionnaires.
De l'établissement du Xingzhonghui (Société pour le redressement de la Chine) en 1894 à la fondation de la république de Chine en 1912, Sun a utilisé Hong Kong comme base de sa campagne révolutionnaire.
Ses activités se sont principalement concentrées dans le district de Central and Western, comme dans le collège de médecine pour Chinois au 81 Hollywood Road (zh) où il fait ses études supérieures, et à Qian Heng Hang au 13 Staunton Street (en) où il installe le siège du Xingzhonghui.
Alors que le district archive les activités de Sun et retrace son histoire à traves le sentier historique du Dr Sun Yat-sen, le gouvernement de Hong Kong achète le hall Kom Tong au 7 Castle Road pour ouvrir un musée sur lui.

## Histoire du hall Kom Tong
Le hall Kom Tong est un bâtiment historique des Niveaux intermédiaires à Central. Il est classé bâtiment historique de rang II en 1990 par le conseil consultatif des antiquités puis plus tard comme monument déclaré.
La halle est construit en 1914 et nommé d'après l'ancien propriétaire du manoir, Ho Kom-tong, le frère cadet de l'éminent philanthrope Robert Hotung. La famille Ho est la première famille chinoise autorisée à vivre dans les Niveaux intermédiaires au début de la période coloniale.
En 1960, l'Église de Jésus-Christ des saints des derniers jours achète le bâtiment et l'utilise pour ses services de culte et autres activités locales ainsi que pour l'administration de ses programmes humanitaires et de construction en Asie. En raison de la croissance de l'Église, localement et dans toute l'Asie au cours des quatre décennies suivantes, son siège est déplacé dans un nouveau bâtiment beaucoup plus grand à 14 étages sur Gloucester Road (zh-yue) à Wan Chai.
L'Église n'a plus besoin du bâtiment et cherche à le vendre. Il devient vite évident qu'un terrain vide rapporterait un montant beaucoup plus élevé que si la propriété est vendue intacte, et l'Église envisage de démolir le bâtiment. En octobre 2002, elle soumet une demande de permis de démolition à l'autorité chargée de la construction. Cependant, après avoir entendu les inquiétudes soulevées par des amis de la communauté et une série de négociations avec le gouvernement de Hong Kong, les responsables de l'Église parviennent à un consensus sur la vente de la propriété intacte et la conservation du bâtiment.
Après que le gouvernement achève l'achat en 2004, les efforts commencent immédiatement pour convertir le manoir historique de 92 ans en un musée en l'honneur de la figure révolutionnaire chinoise Sun Yat-Sen. Le musée converti est ainsi officiellement inauguré le 12 décembre 2006.
En signe d'appréciation du gouvernement envers l'Église de Jésus-Christ des Saints des Derniers Jours, le Dr Patrick Ho, secrétaire aux Affaires intérieures (en), fait en sorte que les fonts baptismaux soient préservés afin de rappeler aux visiteurs du musée les 44 ans de l'Église. De plus, une plaque à l'avant du bâtiment affiche la phrase suivante :
« Le hall Kom Tong fut le siège hongkongais de l'Église de Jésus-Christ des Saints des Derniers Jours de 1960 à 2004. Il est bien conservé, laissant derrière lui un héritage culturel qui est mis à la disposition de la population de Hong Kong ».
La salle rénovée est rendue compatible avec le sentier historique de Sun Yat-sen dans les environs et permet au grand public de se remémorer les activités de Sun et de ses camarades révolutionnaires à leur apogée.

## Relation entre Sun Yat-sen et le hall Kom Tong
Sun n'a jamais mis les pieds au hall Kom Tong de sa vie, mais était lié à Ho Kom-tong, le propriétaire d'origine des locaux, par d'autres biais.
Tous deux sont nés en 1866 et sont diplômés de l'école centrale, l'actuel Queen's College (en), en 1886. Étant camarades de classe, il n'est pas surprenant que Sun et Ho Kom-tong se connaissent. Le frère aîné de Ho, Robert Hotung, apportera même son soutien aux activités révolutionnaires de Sun.
Cependant, ironiquement, Ho Kom-tong est en fait, comme son frère aîné avant lui, un comprador de Jardine Matheson. L'entreprise qui dominait autrefois le commerce de l'opium, et son directeur, William Jardine, a joué un rôle au parlement du Royaume-Uni dans le déclenchement de la première guerre de l'opium contre la Chine. L'entreprise renonce à l'opium dans les années 1860 en raison de la baisse de sa rentabilité, bien avant que Ho Kom-tong ne travaille avec elle. Cependant, Jardine Matheson est toujours un symbole de la pénétration commerciale britannique en Chine à une époque de grande ambition impériale. L'implication de Jardine, par exemple, dans la ligne Kowloon-Canton, un projet conçu pour rapprocher Canton de la sphère d'influence de la Grande-Bretagne, est très en contradiction avec les idéaux nationalistes de Sun, qui souhaite vivement maintenir l'intégrité territoriale de la Chine.
Quand Sun quitte Shanghai pour Canton via Hong Kong, il passe par chez Hotung le 18 février 1923. Deux jours plus tard, il est accompagné de Hotung au hall Loke Yew de l'université de Hong Kong, où il est chaleureusement accueilli par les représentants de l'établissement, notamment Ho Sai-kim, le fils de Hotung et président du syndicat étudiant de l'université. Ho Sai-kim s'assit même à côté de Sun au moment d'une photo de groupe prise après la cérémonie.
Compte tenu des relations étroites entre la famille de Ho et Sun Yat-sen, le hall Kom Tong est inévitablement l'un des lieux les plus appropriés pour la mise en place d'un musée sur Sun.

## Architecture
Dans ce bâtiment de trois étages, la façade des deux derniers étages est soutenue par des colonnes de granit de style grec entourant des balcons courbes.
À l'intérieur des lieux se trouvent deux volées d'escaliers, celle à l'avant pour la famille Ho et celle à l'arrière pour les mui tsai (en) (femmes de chambre). Étant un bâtiment classique édouardien typique, le hall Kom Tong est de style majestueux, et fait partie des très rares structures datant du début du XXe siècle survivantes à Hong Kong. Les vitraux, les carreaux de mur de la véranda et les rampes d'escalier sont tous conservés intacts.

## Reliques et objets exposés
Parmi les reliques et objets exposés se trouvent le certificat de mariage de Kwan King-leung portant le nom de Sun comme témoin et un sceau disant « Vive la République de Chine ».
D'autres reliques importantes comprennent des objets des premières années de Sun comme une annonce des résultats des élections de sa présidence provisoire, l'édit impérial de l'abdication de l'empereur Xuantong, et l'inscription de Sun à Huang Xing.
Plusieurs éléments sont présentés pour la première fois depuis des années, tels que la feuille de réponses de Sun à un examen du collège de médecine pour Chinois de Hong Kong, un menu du dîner de la cérémonie de remise des diplômes du collège et une réponse à Sun du secrétaire Colonial banni James Stewart Lockhart (en).

## Autres installations
Le musée possède une salle d'exposition et de conférence, une salle de lecture, des salles de projection, des salles d'étude interactives et une salle d'activités et propose des audioguides, des conférences scolaires, des DVD éducatifs et des panneaux d'exposition itinérante.
Le musée propose également des guides électroniques en cantonais, mandarin et anglais.

## Accès
Le musée est accessible à distance de marche depuis la station de Sheung Wan du métro de Hong Kong.

## Galerie

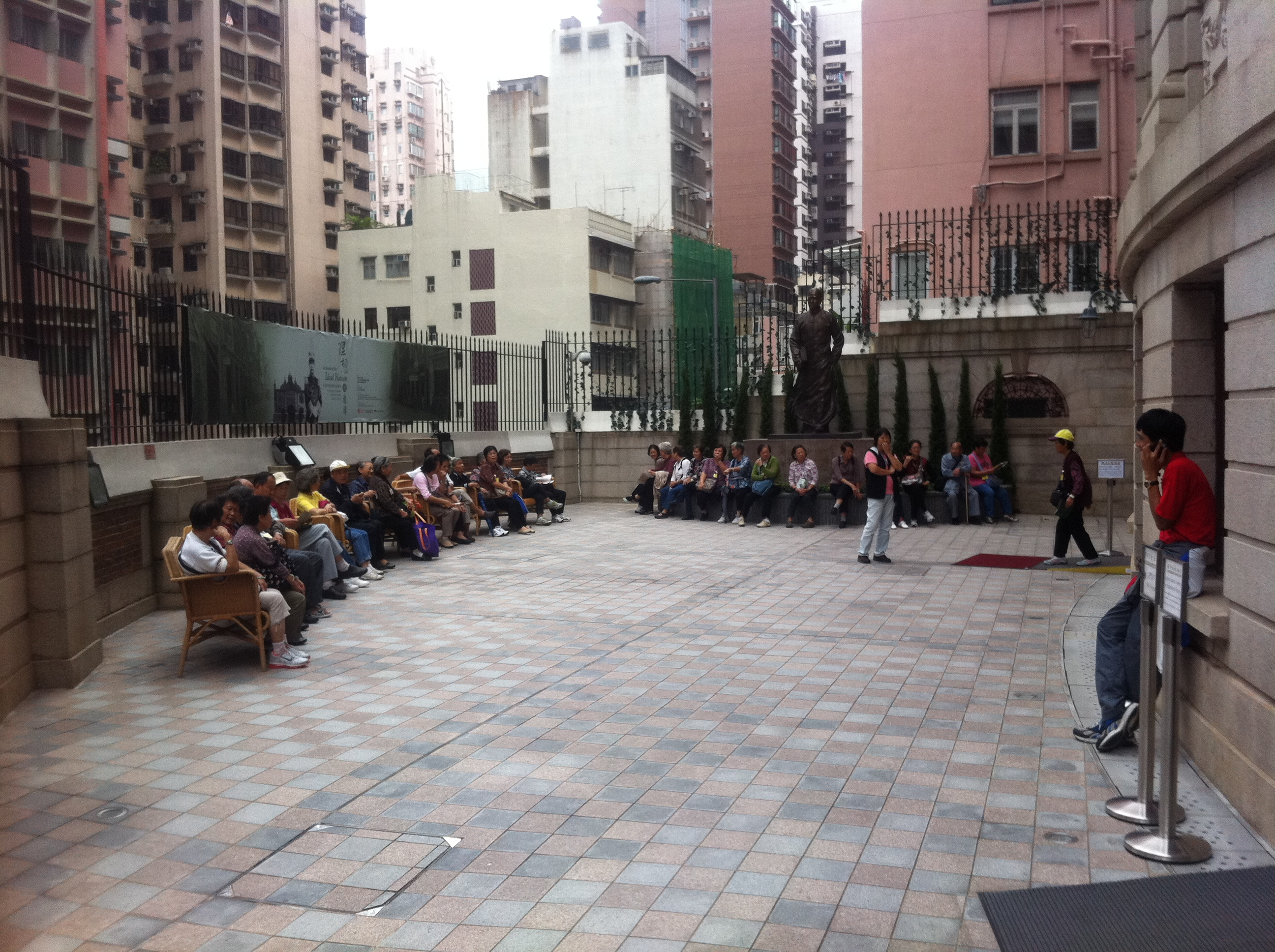
Entrée du musée.
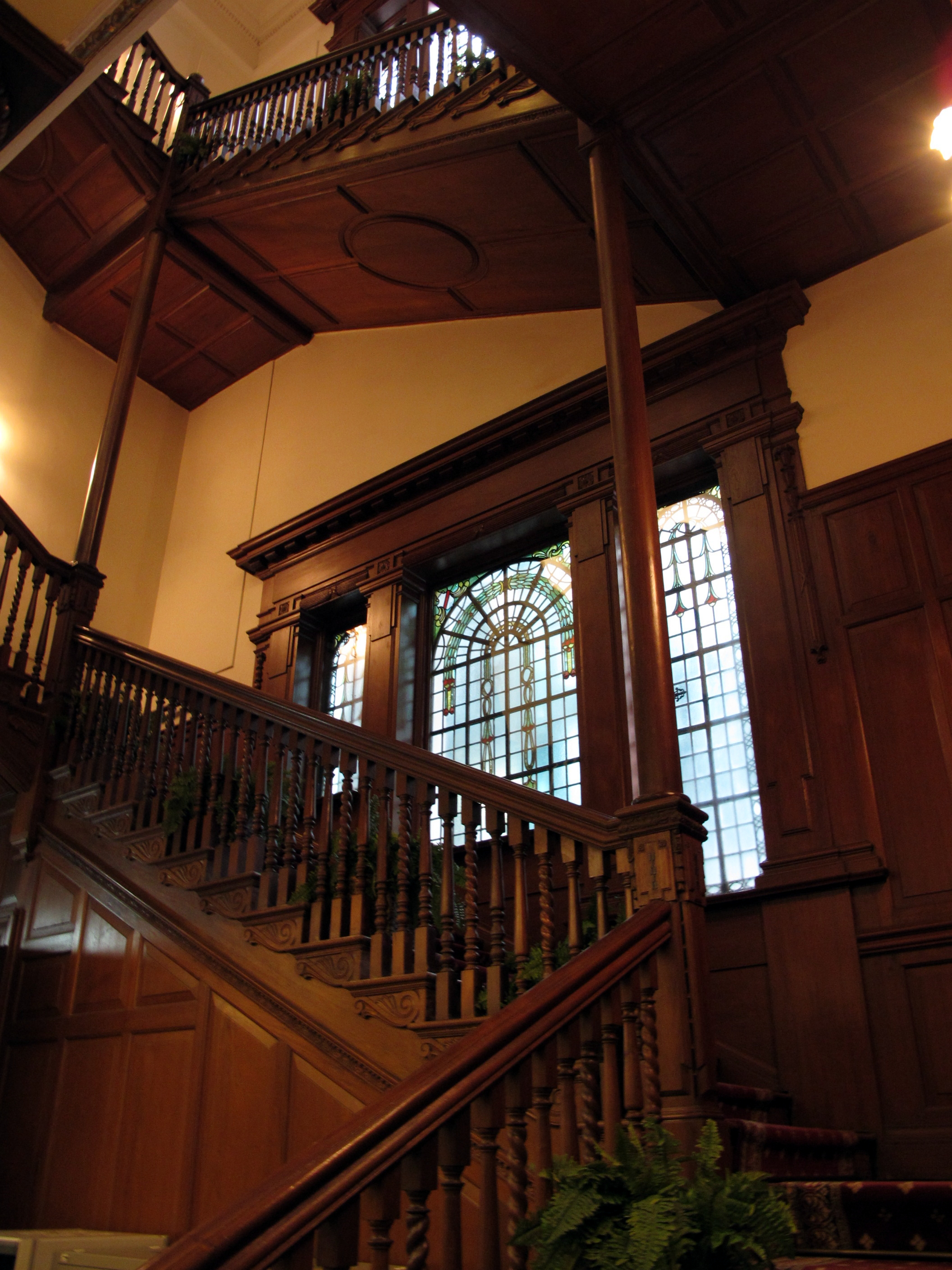
Le sous-sol et le deuxième étage sont reliés par un grand escalier bordé de fenêtres en verre colorées.
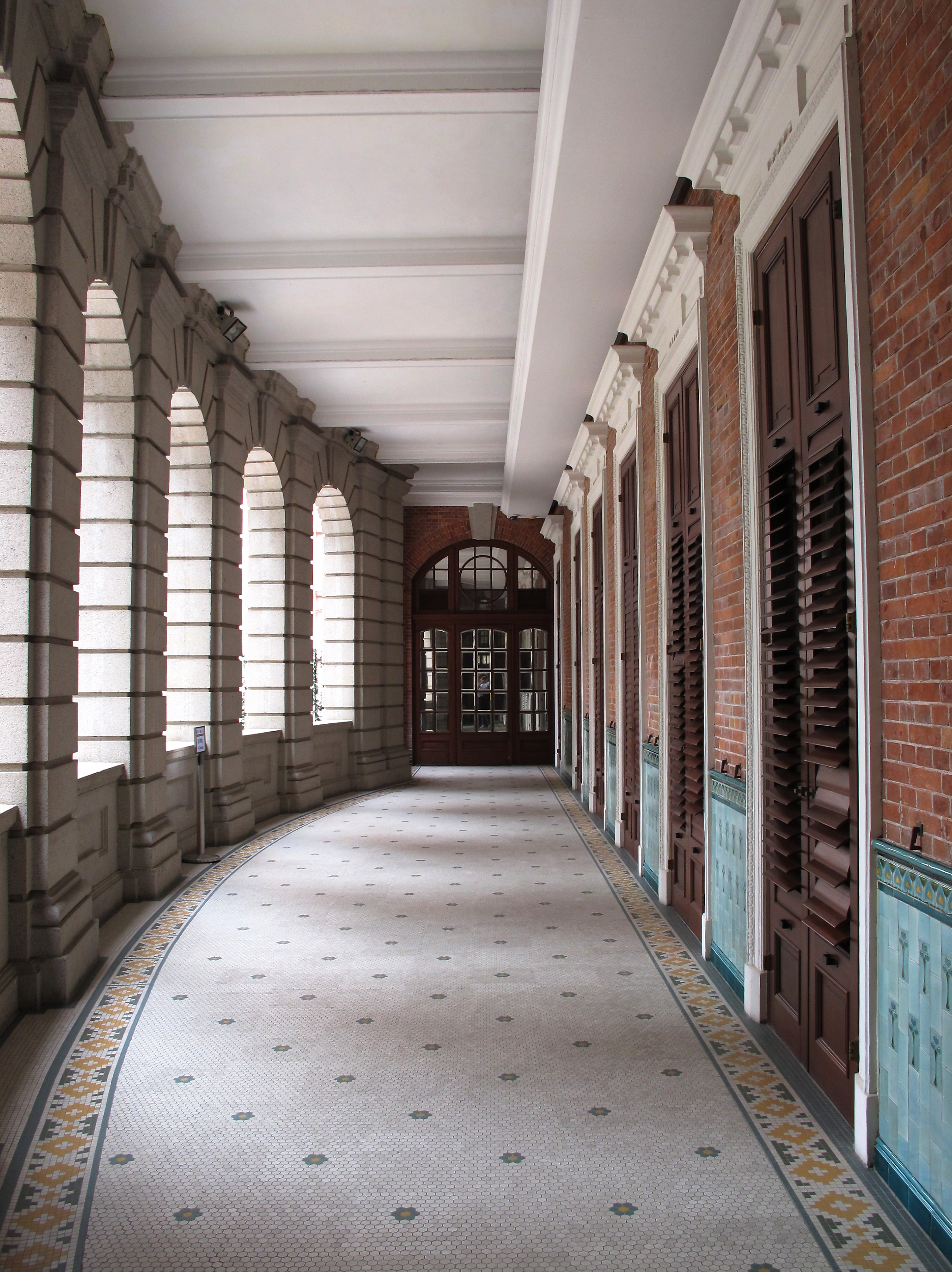
Terrasse courbe.
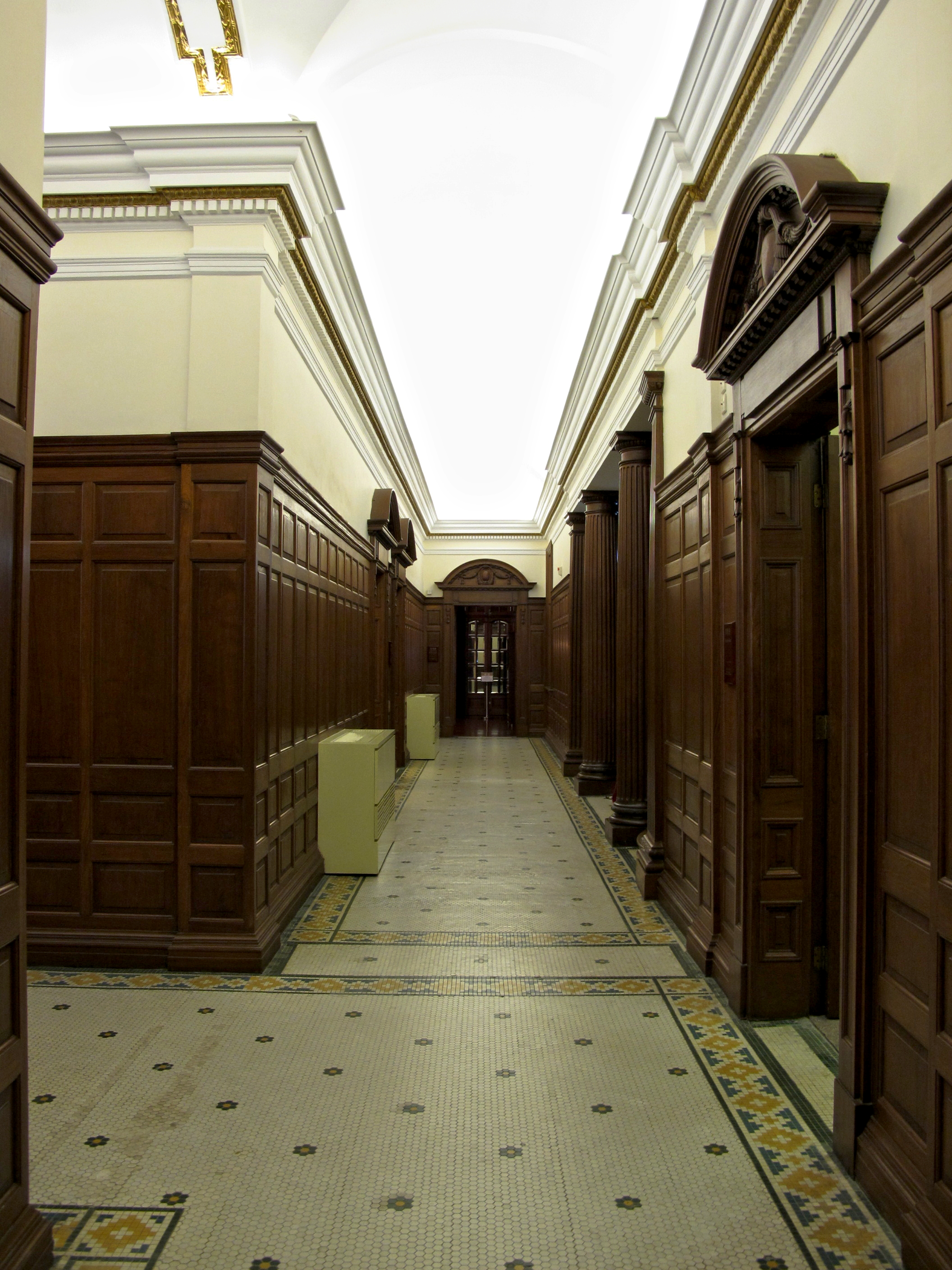
Mosaïque au sol du passage intérieur.
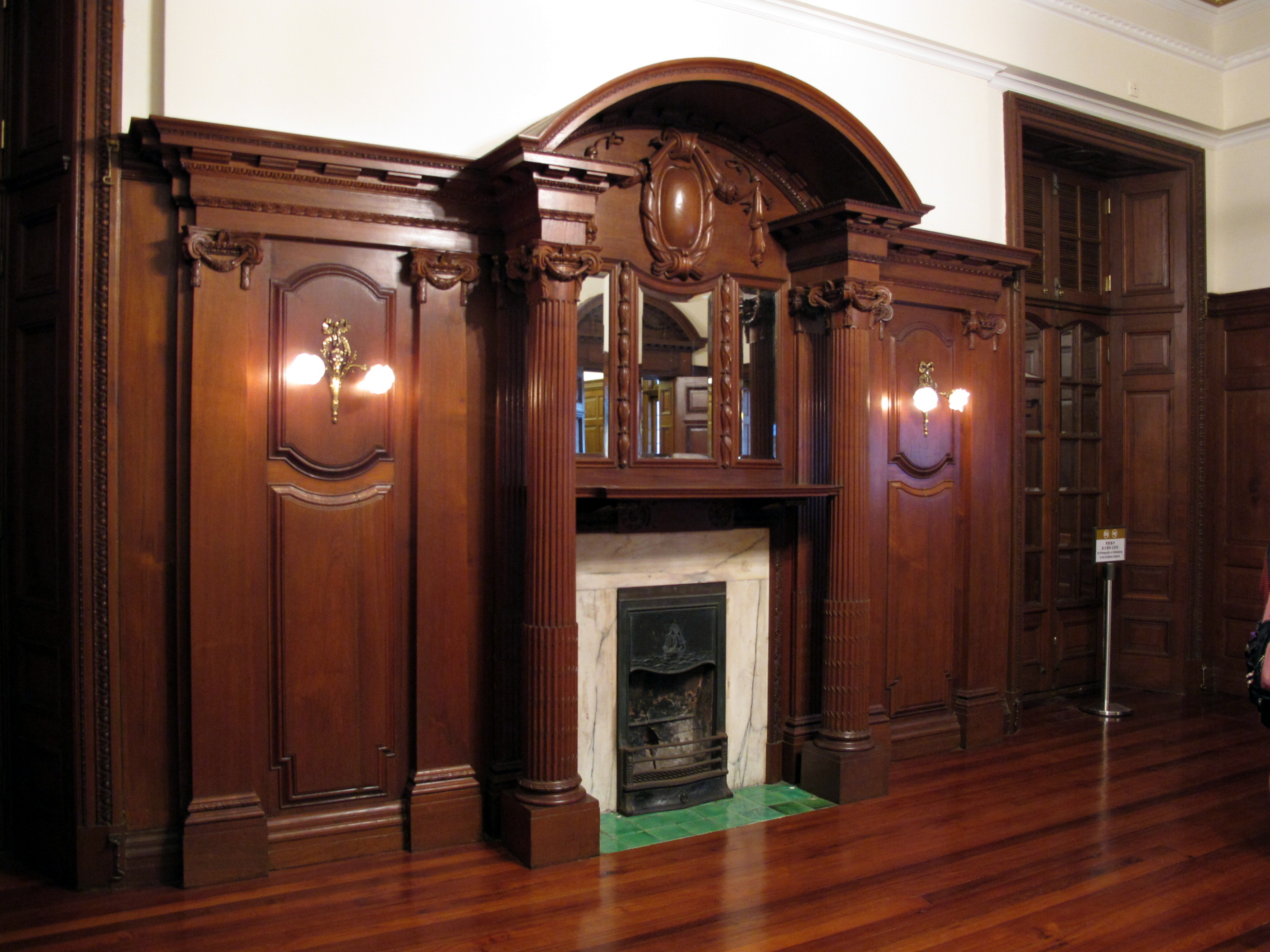
Cheminée décorée en bois de teck.
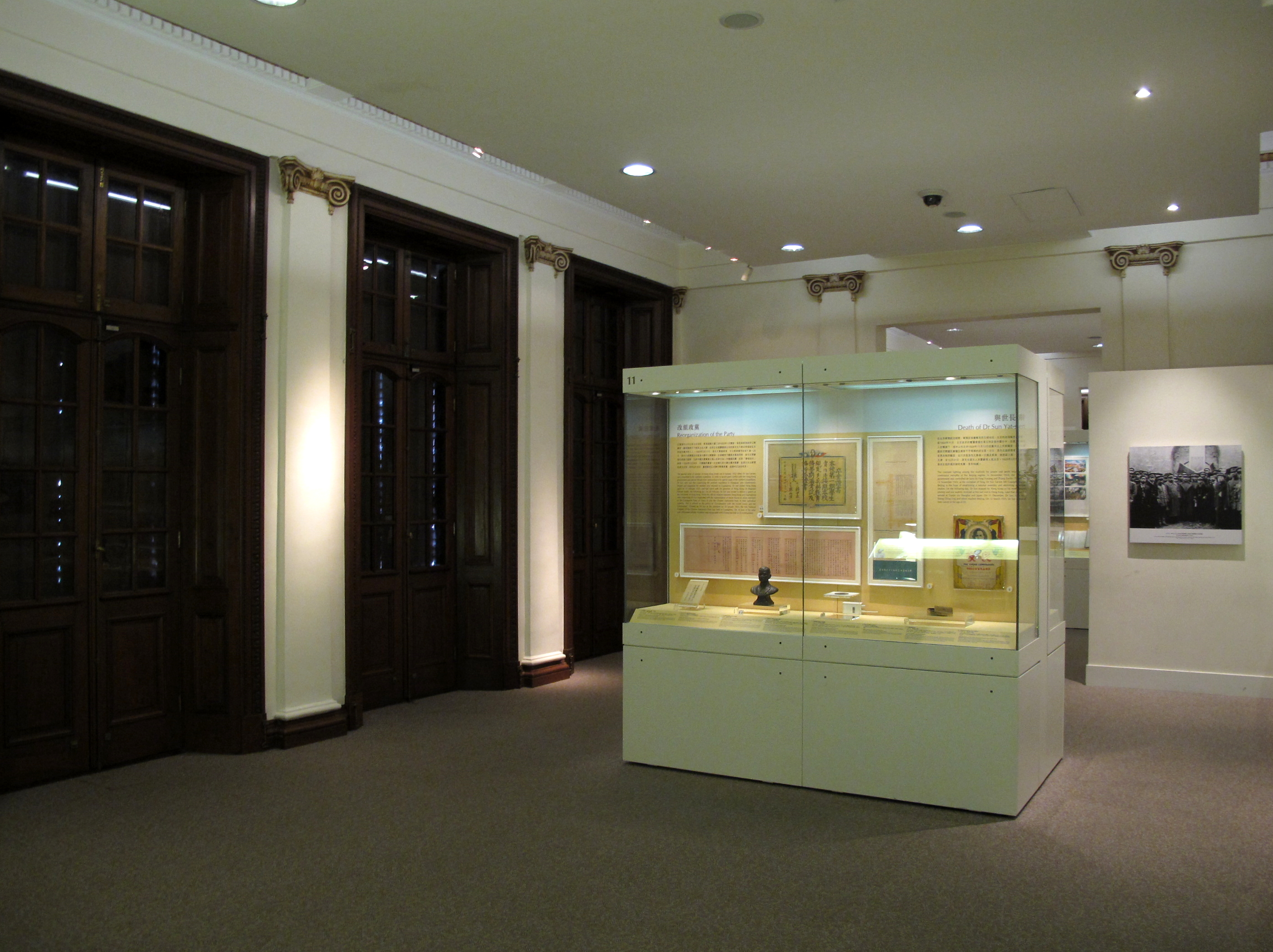
Salle d'exposition au mémorial de Sun Yat-sen.
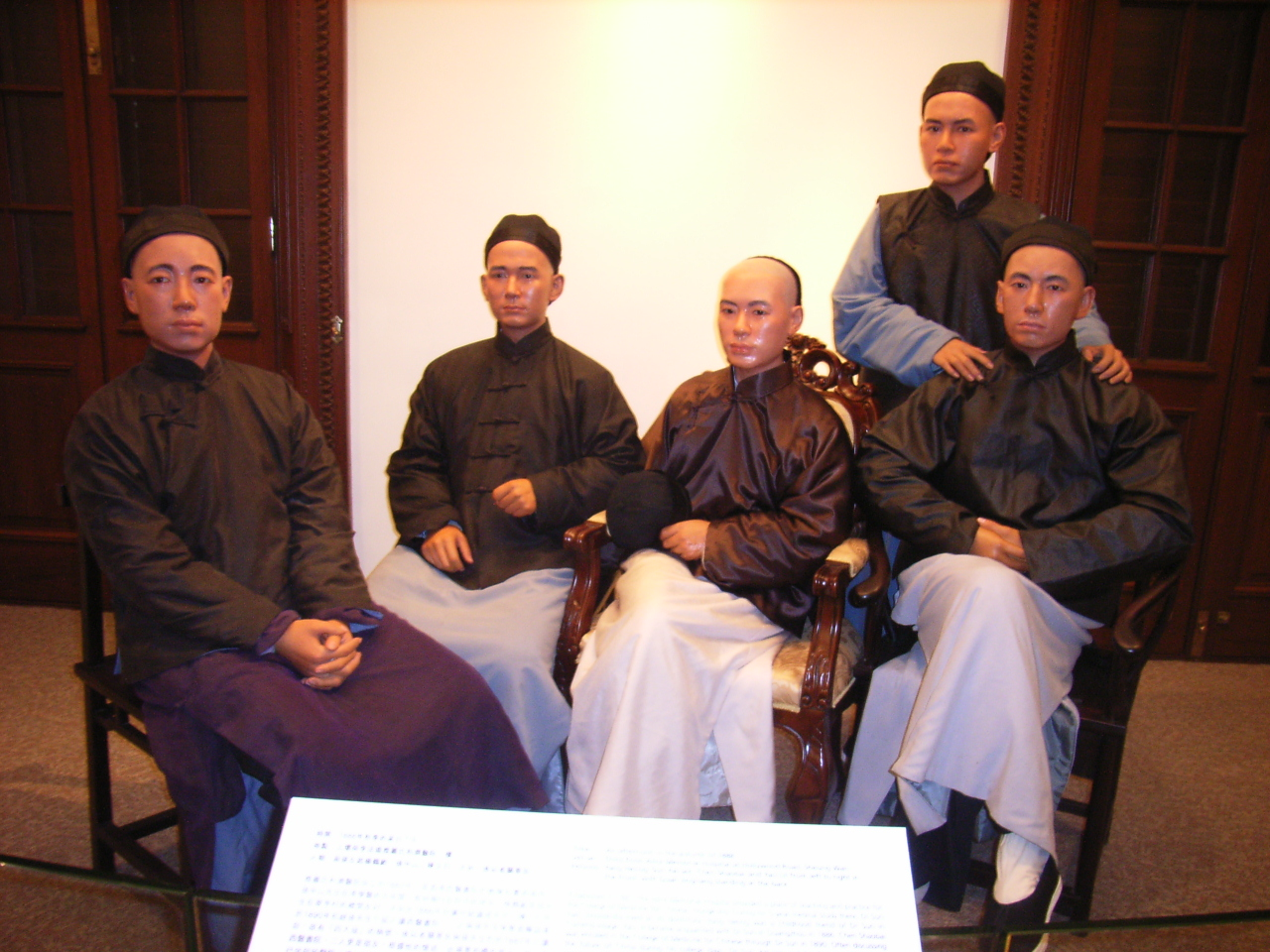
Les Quatre bandits (en) (四大寇) : Yeung Hok-ling (en), Sun Yat-sen, Chan Siu-bak (en) et Yau Lit (en).